# Louis de Puyt
Louis de Puyt (Den Haag, 30 juni 1946) is een Nederlands voormalig voetballer.
De Puyt speelde in het profvoetbal voor ADO en Willem II en in de Hoofdklasse voor RKC.